# NGC 4486B
NGC 4486B (другие обозначения — MCG 2-32-101, UGCA 283, 1ZW 38, VCC 1297, PGC 41327) — компактная эллиптическая галактика (E0) в созвездии Дева.
Этот объект не входит в число перечисленных в оригинальной редакции «Нового общего каталога» и был добавлен позднее.

## Сверхмассивная чёрная дыра
Галактика имеет двойное ядро (наподобие M 31) и содержит сверхмассивную чёрную дыру, чья масса (около 6+3
−2⋅108 M⊙) составляет 9-11% от массы всей галактики. Это отношение было рекордным, пока не была обнаружена чёрная дыра в центре NGC 1277 c массой 14% от массы всей галактики.